# Four Seasons Hotel Denver
Four Seasons Hotel Denver − wieżowiec w Denver, w stanie Kolorado, w Stanach Zjednoczonych, o wysokości 195 m.
Został zbudowany w stylu postmodernistycznym. Budowę rozpoczęto w 2007 roku, a zakończono w 2010 roku. Koszt całej inwestycji jest szacowany na około 350 milionów dolarów. Budynek posiada 45 kondygnacji. Mieści się w nim hotel o tej samej nazwie, prywatne apartamenty, restauracja oraz centrum fitness.